# Гносеологія
Гносеоло́гія (від грец. γνώσις — «пізнання» і λόγος — «вчення, наука») — теорія пізнання, розділ філософії. Термін «гносеологія» був уведений і активно застосовувався у німецькій філософії XVIII ст.
В словнику Джеймса Марка Болдвіна Dictionary of Psychology and Philosophy (1901) є стаття:
Gnosiology [Gr.  γνώσις,  knowledge, +  λόγος, discourse]:  Ger.  Gnosiologie,  Erkenntnisslehre;  Fr.  gnosidlogie  (suggested — Th.F.) ;  Ital. gnoseologia.  The  science  of  knowledge,  its origin,  process,  and  validity.  Cf.  EPISTEMOLOGY,  meaning  (2),  for  which  gnosiology  is recommended,  epistemology  being  used  for  the broader  inquiry  given  under  meaning  (1)  of that  topic.          (J.M.B.)
Гносіологія [гр. γνώσις , знання, + λόγος , дискурс]: нім. Gnosiologie, Erkenntnisslehre ; О. gnosidlogie (пропонований — Th.F.) ; італ. гносеологія . Наука про знання, його походження, процес і достовірність. Пор. ЕПІСТЕМОЛОГІЯ, в значенні (2), для якої рекомендована гносіологія, епістемологія використовується для ширшого дослідження наведеного в значенні (1) цієї теми.         (Дж.М.Б)
Гносеологія вивчає проблеми природи пізнання і його можливостей, відношення знання до реальності, досліджуються загальні передумови пізнання, виявляються умови його достовірності та істинності. На відміну від психології, фізіології вищої нервової діяльності та інших наук, гносеологія, як філософська дисципліна аналізує не індивідуальні механізми, які діють у психіці, що дозволяють тому або іншому суб'єктові дійти певного пізнавального результату, а загальні підстави, які дають можливість розглядати цей результат як знання, що виражає реальний, дійсний стан речей. Два основні напрями в теорії пізнання — матеріалізм та ідеалізм. Теорія пізнання тісно зв'язана із епістемологією — теорією знання, його будови, структури, функціонування і розвитку.

## Пізнання у Рене Декарта
Декарт критикує існуюче пізнання. Він сумнівається у всьому, що до того часу вважалося беззастережним знанням. Він вважає, що ні дані відчуття, ні мислення не дають такого знання. Ілюзії почуттів роблять ненадійними показники відчуттів, помилки суджень ставлять під сумнів висновки розуму. Тому необхідно починати із загального, радикального сумніву. Проте, яким би всеохопним він не був, є в діяльності пізнання дещо, що не підлягає жодному сумніву. Декарт не скептик і не агностик, його сумнів лише попередній прийом, метод встановлення достовірної істини. Достовірним у всякому випадку є те, що сумнів існує. Сумнів — акт мислення, я мислю, значить я існую — лат. cogito ergo sum. Це знамените положення — основа, на якій може будуватися все достовірне знання.

## Пізнання у Артура Шопенгауера
Пізнання в Артура Шопенгауера розвивається у двох формах: безпосереднє (інтуїтивне) пізнання або відсторонене (рефлективне) пізнання (пізнання розуму). Основним видом пізнання Шопенгауер вважає інтуїтивне: в кінцевому результаті весь світ рефлексії базується, на його думку, на інтуїції.
Шопенгауер стверджує, що наука не стільки діяльність пізнання, скільки діяльність, спрямована на служіння волі. Ціль науки в задоволенні практичних інтересів, які у своїй суті завжди інтереси волі, сліпого хотіння. Досконалим пізнанням може бути тільки споглядання, вільне від всякого відношення до практики і до інтересів волі. Таке споглядання розглядає речі не в якомусь відношенні, а як зміст, який тільки проявляється у відносності, але сам їй не підкоряється.
Споглядальне пізнання, на думку Шопенгауера, недоступне науці, так як вона завжди звертається до інтелекту, який глибоко занурений в інтереси волі. Проте таке пізнання цілком доступне різноманітним видам мистецтва.

## Пізнання у християнстві
Пізнання вірою долає межі умоглядних понять, оскільки воно звершується не тільки за законами формальної логіки, але в логіці співпричасності тій істині, яка перевершує іманентну реальність. Святоотцівська гносеологія відповідним чином виводить пізнання за раціональні межі.
|                       | Бог у своєму надприродному бутті перевершує розум і суще, і тому взагалі не є чимось таким, що пізнається, або чимось таким, що існує, а існує надприродно та надрозумно пізнається… Повне невідання і є пізнання Того, Хто перевершує все те, що пізнається. Залиш як чуттєву, так і розумову діяльність і взагалі все чуттєве та умоглядне, все не суще та суще, та всі свої сили спрямуй до з’єднання з Тим, Хто вищий за будь-яке буття і пізнання. |
| — Діонісій Ареопагіт, | |

|                    | Сфера діяльності науки — фізичний світ, який ми перевершуємо і який через це може бути підданий експериментам. Сфера діяльності богослів'я — осягнення Бога, Який перевершує нас і з Яким через це можна намагатися спілкуватись, тільки озброївшись благоговійним страхом і смиренням. |
| — Джон Полкінхорн, | |

Пізнання Бога не ґрунтується на логіці мислення чи на раціональному спогляданні, воно ґрунтується на досвіді, який завжди має визначений, локальний, часовий та особистісний характер. Євхаристією та молитвою долаються антиномії розуму, раціональне мислення поступається духовному зору. У святоотцівській гносеології богословське знання не відокремлене від євхаристійного покликання людини.
|                             | Бога не можна збагнути розумом, і розуміння Його не може бути виражене словами… Дійсно, яким іменем назвати Того, Хто не народжений, немає ні відмінностей в собі, ні визначеного вигляду, ні індивідуальності, ні числа, але є істота така, яка не має ніяких у собі акциденцій, і зокрема акциденціальному нічому не підпадає? Ви хочете сказати, що Бог є цілісність? Визначення недосконале, тому що цілісність являє собою кількість, все ж таки, співрозмірну, а Бог є Отець взагалі всього існуючого. Ви хочете увиразнити Його різними складовими частинами? Але цього ви не в змозі зробити, адже в природі своїй ця Єдність неподільна. Ось чому Бог безмежний, безкінечний зовсім не в тому сенсі, як нам це уявляється, — ніби ми просто не можемо Його охопити своєю думкою, — а в тому, що Бог і не підлягає виміру і немає меж у Його сутності. Немає також у Ньому і форм, а також не може Він бути названий. А якщо інколи ми і називаємо Його такими визначеннями, як Єдиний, Благий, Дух, Сущий, Отець, Бог, Творець, Господь, ми застосовуємо їх не як Його ім'я. Ми звертаємось за допомогою до цих чудових слів лише внаслідок сутужного становища (αποριας), щоб застерегтися від інших найменувань, якими міг би бути принижений Вічний. Жодний із цих термінів, взятий окремо, не розкриває поняття про Бога; всі разом говорять про Нього як про Вседержителя. Речі пізнаються або за їх власною природою або за взаємними стосунками їх між собою; до Бога нічого із цього не можна застосувати. Не може також Він бути відкритий і доказами, тому що вони ґрунтуються на попередніх засадах і вищих поняттях, але ніщо не може існувати раніше Істоти не створеної. Для осягнення Істоти незбагненної нічого не залишається, відповідно, крім власної ЇЇ благодаті та одкровення ЇЇ через посередництво Логоса, який перебуває у ЇЇ надрах. |
| — Климент Олександрійський, | |

## Поняття і питання гносеології
- Поняття:
  - пізнання
  - свідомість
  - відчуття
  - розум
  - істина
- Основне питання — чи пізнаваний світ у принципі?
- Відповіді на це питання дає:
  - оптимізм — світ пізнаваний, меж пізнання немає, необхідні лише час і засоби.
  - агностицизм — світ непізнаваний у принципі, людина не пізнає світ, а будує віртуальний світ на основі почуттєвого сприйняття.
  - скептицизм — ми пізнаємо реальний світ, але в силу недосконалості почуттів постійно вводимо себе в оману.

## Основні принципи теорії пізнання
Бекон запропонував оригінальну метафору стосовно до основних методів пізнання: «шлях павука» (здобуття істини із «власної свідомості»); «шлях мурахи» (безсистемне збирання фактичних даних); «шлях бджоли» (поєднання здібностей досвіду — збирання нектару — із роботою розуму — перетворення його на мед (знання)).
Сучасна наукова гносеологія ґрунтується на таких основоположеннях.
- Принцип об'єктивності
- Принцип пізнаванності
- Принцип активного творчого відображення
- Принцип діалектики
- Принцип практики
- Принцип історизму
- Принцип конкретності істини